# Предраг Марић
Предраг Б. Марић (Лесковац, 6. јул 1934 — Београд, 2. јануар 2002) био је српски неуропсихијатар и акупунктуриста.

## Биографија
Прим. др Предраг (Благоје) Марић рођен је у Лесковцу. Завршио је Медицински факултет и специјализацију неуропсихијатрије у Београду. Као стипендиста владе НР Кине изучавао је акупунктуру и моксибустију на Факултету Нове медицине у Нанкингу (1976). Гостовао је у медицинским институцијама за традиционалну медицину у Пекингу, Шангају, Кантону, Вусију. Боравио је у СССР-у на изучавању совјетске рефлексотерапије.
Радио је у Власотинцу и Београду. Био је начелник Специјалне регионалне болнице за акупунктуру, Власотинце (1979—85), а затим начелник Центра за психосоматску медицину КБЦ Бежанијска коса, Београд (1993—99).
Руководио је првом школом акупунктуре у Будви (1988). Председавао је Секцијом за акупунктуру Српског лекарског друштва
Такође је председавао и организационим одбором првог симпозијума акупунктуре са интернационалним учешћем, под називом ”60 година акупунктуре код Срба” (1994).

## Научни и књижевни рад
Писао је на Власинском језеру.
Објавио је више научно - стручних радова из области акупунктуре и холистичке медицине.
Приредио је први уџбеник из акупунктуре на српском језику:
- Основи кинеске акупунктуре (прво издање Научна књига, Београд 1980; укупно четири издања)

Поред тога аутор је стручних књига:
- Акупунктура у психосоматици (Светлост књига, Београд 1998)[1]
- Лекар сам себи (поучник за самопомоћ, Београд 1989)

Аутор је два романа:
- Пун месец над Власинским језером (Светлосткомерц, Београд 1998)[2]
- Канибал анте портас (Светлосткомерц, Београд 2000)[3],[4]

## Признања
Носилац је:
- Споменице манастира Хиландар
- Октобарске награде града Власотинца
- Повеље Српског лекарског друштва

Био је Србин православне вере.
Породица Марић је изнедрила изузетно креативне личности тако да њихов родослов садржи значајна имена српске науке и стваралаштва. Његов брат је био академик Звонко Марић.